# Fußballclub Bayer 05 Uerdingen 1977-1978
Questa voce raccoglie le informazioni riguardanti il Fußballclub Bayer 05 Uerdingen nelle competizioni ufficiali della stagione 1977-1978.

## Stagione
Nella stagione 1977-1978 il Bayer Uerdingen, allenato da Klaus Quinkert e Siegfried Melzig, concluse il campionato di 2. Bundesliga al 7º posto. In Coppa di Germania il Bayer Uerdingen fu eliminato al secondo turno dal FSV Francoforte.

## Rosa
| N. |                      | Ruolo | Calciatore        |
| -- | -------------------- | ----- | ----------------- |
|    | Germania (bandiera)  | P     | Paul Hesselbach   |
|    | Germania (bandiera)  | P     | Manfred Kroke     |
|    | Germania (bandiera)  | D     | Norbert Brinkmann |
|    | Germania (bandiera)  | D     | Paul Hahn         |
|    | Germania (bandiera)  | D     | Horst Riege       |
|    | Germania (bandiera)  | D     | Dieter Schwabe    |
|    | Danimarca (bandiera) | D     | Jens Steffensen   |
|    | Germania (bandiera)  | D     | Ludger van de Loo |
|    | Germania (bandiera)  | C     | Uwe Finnern       |
|    | Germania (bandiera)  | C     | Friedhelm Funkel  |

| N. |                     | Ruolo | Calciatore         |
| -- | ------------------- | ----- | ------------------ |
|    | Germania (bandiera) | C     | Uwe Hansel         |
|    | Germania (bandiera) | C     | Ludwig Lurz        |
|    | Germania (bandiera) | C     | Heinz Mostert      |
|    | Germania (bandiera) | C     | Franz Raschid      |
|    | Germania (bandiera) | C     | Hans-Jürgen Wloka  |
|    | Germania (bandiera) | A     | Willi Götz         |
|    | Germania (bandiera) | A     | Werner Greth       |
|    | Germania (bandiera) | A     | Ralf Heym          |
|    | Svezia (bandiera)   | A     | Jan Mattsson       |
|    | Germania (bandiera) | A     | Hans-Peter Mentzel |

## Organigramma societario
Area tecnica
- Allenatore: Siegfried Melzig
- Allenatore in seconda:
- Preparatore dei portieri:
- Preparatori atletici:

## Calciomercato

### Sessione estiva
| Acquisti | Acquisti           | Acquisti    | Acquisti |
| R.       | Nome               | da          | Modalità |
| -------- | ------------------ | ----------- | -------- |
| A        | Willi Götz         | Wuppertal   |          |
| A        | Werner Greth       | Saarbrücken |          |
| A        | Hans-Peter Mentzel | Schalke 04  |          |
| D        | Dieter Schwabe     | Bonner      |          |

| Cessioni | Cessioni               | Cessioni          | Cessioni |
| R.       | Nome                   | a                 | Modalità |
| -------- | ---------------------- | ----------------- | -------- |
| C        | Wolfgang Franke        | Bocholt           |          |
| C        | Lorenz-Günther Köstner | Arminia Bielefeld |          |
| D        | Edmund Stieber         | Bocholt           |          |
| A        | Reinhard Willi         | SC Kriens         |          |

### Sessione invernale
| Acquisti | Acquisti | Acquisti | Acquisti |
| R.       | Nome     | da       | Modalità |
| -------- | -------- | -------- | -------- |

| Cessioni | Cessioni | Cessioni | Cessioni |
| R.       | Nome     | a        | Modalità |
| -------- | -------- | -------- | -------- |

## Risultati

### 2. Bundesliga

#### Girone di andata
| Arbitro: | Schütte |

|                              |           |  |
| Raschid 26’ Wloka 54’ (rig.) | Marcatori |  |

| Solingen 14 agosto 1977 2ª giornata | Union Solingen | 0 – 0 referto | Bayer Uerdingen | Stadion am Hermann-Löns-Weg (7 500 spett.)\| Arbitro: \| Broska \| |
| Arbitro:                            | Broska         |               |                 |                                                                    |

| Arbitro: | Gabriel |

|                        |           |                                    |
| Funkel 55’ (rig.), 82’ | Marcatori | 22’ Grünther 34’ Gede 74’ Möhlmann |

| Arbitro: | Niemann |

|                        |           |  |
| Wehmeyer 27’ Kulik 56’ | Marcatori |  |

| Arbitro: | Zuchantke |

|                                   |           |             |
| Mattsson 21’ Funkel 68’ Wloka 86’ | Marcatori | 76’ Riepert |

| Arbitro: | Filipiak |

|  |           |                          |
|  | Marcatori | 10’ Brinkmann 83’ Funkel |

| Arbitro: | Marchefka |

|  |           |                      |
|  | Marcatori | 6’ Wolf 37’ Schröder |

| Arbitro: | Wippker |

|                                    |           |                                                           |
| Brinkmann 23’ (aut.) Babington 81’ | Marcatori | 26’ Greth 43’ Funkel 54’ Raschid 57’ Mattsson 63’ Mostert |

| Arbitro: | Uhlig |

|                             |           |                              |
| Mattsson 37’, 78’ Wloka 67’ | Marcatori | 4’ Götz 52’ Budde 66’ Lausen |

| Arbitro: | Gabor |

|                              |           |                         |
| Fritsche 20’ Ludwig 45’, 86’ | Marcatori | 50’ Funkel 82’ Mattsson |

| Arbitro: | Milkert |

|                                                                    |           |               |
| Finnern 6’ Funkel 20’, 62’ Mattsson 25’, 35’ Raschid 63’ Greth 73’ | Marcatori | 75’ Steinlein |

| Arbitro: | Teichert |

|                                                                                |           |  |
| Rehbach 9’ (rig.) Bruckmann 31’ Elfering 36’, 72’ Hermann 41’, 43’ Ziegler 73’ | Marcatori |  |

| Arbitro: | Assenmacher |

|                                     |           |                              |
| Funkel 17’, 43’ Holtkamp 29’ (aut.) | Marcatori | 40’ Rohde 46’ (rig.) Reiners |

| Arbitro: | Horeis |

|                 |           |                        |
| Mrosko 23’, 65’ | Marcatori | 41’ Funkel 83’ Mostert |

| Arbitro: | Ebner |

|             |           |  |
| Finnern 57’ | Marcatori |  |

| Arbitro: | Barnick |

|                             |           |                   |
| Schmeinck 22’ Montelett 41’ | Marcatori | 23’, 47’ Mattsson |

| Arbitro: | Kohnen |

|                                     |           |             |
| Funkel 14’ (rig.), 34’ Mattsson 30’ | Marcatori | 60’ Bittner |

| Arbitro: | Kornrumpf |

|                                             |           |                    |
| Mattsson 12’, 40’, 53’ Götz 37’ Raschid 87’ | Marcatori | 5’ Bone 68’ Mertes |

| Arbitro: | Osmers |

|           |           |                        |
| Hußner 2’ | Marcatori | 29’, 82’ (rig.) Funkel |

#### Girone di ritorno
| Arbitro: | Zittrich |

|         |           |            |
| Kehr 9’ | Marcatori | 85’ Funkel |

| Arbitro: | Reichmann |

|              |           |             |
| Mattsson 80’ | Marcatori | 69’ Plücken |

| Arbitro: | Horstmann |

|          |           |                                        |
| Gede 75’ | Marcatori | 21’, 60’ Mattsson 62’ Götz 80’ Finnern |

| Arbitro: | Gabor |

|            |           |                                   |
| Funkel 14’ | Marcatori | 7’ Kinkeldey 13’ Kulik 83’ Wunder |

| Arbitro: | Barnick |

|                      |           |              |
| Heise 17’ Sieger 65’ | Marcatori | 38’ Mattsson |

| Arbitro: | Rieb |

|                                       |           |          |
| Götz 15’, 89’ Mattsson 52’ Hansel 58’ | Marcatori | 72’ Busk |

| Arbitro: | Kindervater |

|                                         |           |                   |
| Rnic 27’ (rig.) Moors 64’ Schilling 83’ | Marcatori | 75’ (rig.) Funkel |

| Arbitro: | Eschweiler |

|                       |           |                      |
| Riege 81’ Raschid 86’ | Marcatori | 41’ Hammes 80’ Drews |

| Arbitro: | Marchefka |

|              |           |              |
| Berghaus 73’ | Marcatori | 85’ Mattsson |

| Arbitro: | Teichert |

|                     |           |  |
| Mattsson 82’ (rig.) | Marcatori |  |

| Arbitro: | Eggers |

|                              |           |                                                 |
| Rogoznica 46’ Brexendorf 68’ | Marcatori | 54’ Brinkmann 55’ Hansel 70’ (rig.), 90’ Funkel |

| Arbitro: | Schütte |

|              |           |            |
| Mattsson 74’ | Marcatori | 8’ Brücken |

| Arbitro: | Meijerink |

|             |           |  |
| Jürgens 22’ | Marcatori |  |

| Arbitro: | Risse |

|            |           |                          |
| Funkel 60’ | Marcatori | 37’ (rig.), 57’ Behrends |

| Arbitro: | Pauly |

|          |           |  |
| Mill 53’ | Marcatori |  |

| Arbitro: | Wuttke |

|                             |           |                        |
| Funkel 27’, 48’ Raschid 70’ | Marcatori | 11’, 87’ (rig.) Keuken |

| Arbitro: | Wippker |

|                            |           |                       |
| Flüshöh 35’ Laube 36’, 44’ | Marcatori | 18’ Finnern 52’ Wloka |

| Arbitro: | Reichmann |

|                              |           |                           |
| Breuer 7’ Bone 34’ Glock 83’ | Marcatori | 49’ Wloka 63’, 80’ Funkel |

| Krefeld 27 maggio 1978 38ª giornata | Bayer Uerdingen | 0 – 0 referto | Osnabrück | Grotenburg Stadion (3 000 spett.)\| Arbitro: \| Broska \| |
| Arbitro:                            | Broska          |               |           |                                                           |

### Coppa di Germania
| Arbitro: | Dahler |

|  |           |                                                          |
|  | Marcatori | 24’, 64’ Mostert 30’, 60’ Mattsson 75’ Raschid 87’ Wloka |

| Arbitro: | Risse |

|  |           |                              |
|  | Marcatori | 39’ Posniak 75’, 85’ Hofmann |

## Statistiche

### Statistiche di squadra
| Competizione      | Punti | In casa | In casa | In casa | In casa | In casa | In casa | In trasferta | In trasferta | In trasferta | In trasferta | In trasferta | In trasferta | Totale | Totale | Totale | Totale | Totale | Totale | DR  |
| Competizione      | Punti | G       | V       | N       | P       | Gf      | Gs      | G            | V            | N            | P            | Gf           | Gs           | G      | V      | N      | P      | Gf     | Gs     | DR  |
| ----------------- | ----- | ------- | ------- | ------- | ------- | ------- | ------- | ------------ | ------------ | ------------ | ------------ | ------------ | ------------ | ------ | ------ | ------ | ------ | ------ | ------ | --- |
| 2. Bundesliga     | 41    | 19      | 10      | 5       | 4       | 43      | 27      | 19           | 5            | 6            | 8            | 32           | 37           | 38     | 15     | 11     | 12     | 75     | 64     | +11 |
| Coppa di Germania | -     | 1       | 0       | 0       | 1       | 0       | 3       | 1            | 1            | 0            | 0            | 6            | 0            | 2      | 1      | 0      | 1      | 6      | 3      | +3  |
| Totale            | 41    | 20      | 10      | 5       | 5       | 43      | 30      | 20           | 6            | 6            | 8            | 38           | 37           | 40     | 16     | 11     | 13     | 81     | 67     | +14 |

### Andamento in campionato
| Giornata  | 1 | 2 | 3 | 4  | 5  | 6 | 7  | 8 | 9 | 10 | 11 | 12 | 13 | 14 | 15 | 16 | 17 | 18 | 19 | 20 | 21 | 22 | 23 | 24 | 25 | 26 | 27 | 28 | 29 | 30 | 31 | 32 | 33 | 34 | 35 | 36 | 37 | 38 |
| --------- | - | - | - | -- | -- | - | -- | - | - | -- | -- | -- | -- | -- | -- | -- | -- | -- | -- | -- | -- | -- | -- | -- | -- | -- | -- | -- | -- | -- | -- | -- | -- | -- | -- | -- | -- | -- |
| Luogo     | C | T | C | T  | C  | T | C  | T | C | T  | C  | T  | C  | T  | C  | T  | C  | C  | T  | T  | C  | T  | C  | T  | C  | T  | C  | T  | C  | T  | C  | T  | C  | T  | C  | T  | T  | C  |
| Risultato | V | N | P | P  | V  | V | P  | V | N | P  | V  | P  | V  | N  | V  | N  | V  | V  | V  | N  | N  | V  | P  | P  | V  | P  | N  | N  | V  | V  | N  | P  | P  | P  | V  | P  | N  | N  |
| Posizione | 2 | 2 | 9 | 15 | 11 | 8 | 11 | 8 | 8 | 8  | 8  | 10 | 9  | 8  | 8  | 7  | 4  | 4  | 3  | 3  | 4  | 4  | 5  | 5  | 5  | 5  | 6  | 7  | 6  | 5  | 5  | 5  | 5  | 7  | 6  | 6  | 7  | 7  |

Legenda:

Luogo: C = Casa; T = Trasferta. Risultato: V = Vittoria; N = Pareggio; P = Sconfitta.

### Statistiche dei giocatori
| Giocatore     | 2. Bundesliga | 2. Bundesliga | 2. Bundesliga | 2. Bundesliga | Coppa di Germania | Coppa di Germania | Coppa di Germania | Coppa di Germania | Totale   | Totale | Totale      | Totale     |
| Giocatore     | Presenze      | Reti          | Ammonizioni   | Espulsioni    | Presenze          | Reti              | Ammonizioni       | Espulsioni        | Presenze | Reti   | Ammonizioni | Espulsioni |
| ------------- | ------------- | ------------- | ------------- | ------------- | ----------------- | ----------------- | ----------------- | ----------------- | -------- | ------ | ----------- | ---------- |
| N. Brinkmann  | 38            | 2             | 7             | 0             | 2                 | 0                 | 1                 | 0                 | 40       | 2      | 8           | 0          |
| U. Finnern    | 33            | 4             | 2             | 0             | 0                 | 0                 | 0                 | 0                 | 33       | 4      | 2           | 0          |
| F. Funkel     | 38            | 25            | 1             | 0             | 2                 | 0                 | 0                 | 0                 | 40       | 25     | 1           | 0          |
| W. Greth      | 30            | 2             | 2             | 0             | 2                 | 0                 | 0                 | 0                 | 32       | 2      | 2           | 0          |
| W. Götz       | 22            | 4             | 1             | 0             | 0                 | 0                 | 0                 | 0                 | 22       | 4      | 1           | 0          |
| P. Hahn       | 26            | 0             | 1             | 0             | 1                 | 0                 | 0                 | 0                 | 27       | 0      | 1           | 0          |
| U. Hansel     | 17            | 2             | 3             | 0             | 0                 | 0                 | 0                 | 0                 | 17       | 2      | 3           | 0          |
| P. Hesselbach | 32            | 0             | 0             | 0             | 2                 | 0                 | 0                 | 0                 | 34       | 0      | 0           | 0          |
| R. Heym       | 5             | 0             | 0             | 0             | 0                 | 0                 | 0                 | 0                 | 5        | 0      | 0           | 0          |
| M. Kroke      | 6             | 0             | 0             | 0             | 0                 | 0                 | 0                 | 0                 | 6        | 0      | 0           | 0          |
| L. Lurz       | 35            | 0             | 0             | 0             | 1                 | 0                 | 0                 | 0                 | 36       | 0      | 0           | 0          |
| J. Mattsson   | 33            | 21            | 6             | 0             | 2                 | 2                 | 0                 | 0                 | 35       | 23     | 6           | 0          |
| H. Mentzel    | 15            | 0             | 0             | 0             | 2                 | 0                 | 0                 | 0                 | 17       | 0      | 0           | 0          |
| H. Mostert    | 21            | 2             | 5             | 0             | 2                 | 2                 | 0                 | 0                 | 23       | 4      | 5           | 0          |
| F. Raschid    | 37            | 6             | 3             | 0             | 2                 | 1                 | 0                 | 0                 | 39       | 7      | 3           | 0          |
| H. Riege      | 14            | 1             | 0             | 0             | 2                 | 0                 | 0                 | 0                 | 16       | 1      | 0           | 0          |
| D. Schwabe    | 11            | 0             | 0             | 0             | 0                 | 0                 | 0                 | 0                 | 11       | 0      | 0           | 0          |
| J. Steffensen | 31            | 0             | 2             | 0             | 2                 | 0                 | 1                 | 0                 | 33       | 0      | 3           | 0          |
| H. Wloka      | 35            | 5             | 1             | 0             | 2                 | 1                 | 0                 | 0                 | 37       | 6      | 1           | 0          |
| L. de Loo     | 5             | 0             | 1             | 0             | 1                 | 0                 | 0                 | 0                 | 6        | 0      | 1           | 0          |